# Юридична психологія
Юридична психологія — галузь психологічних знань та досліджень, яка включає в себе кримінальну, пенітенціарну, судову психологію. Як й інші різновиди прикладної психології, виникла для вирішення практичних задач та вивчення індивідуальних особливостей зумовлених специфікою певної діяльності.
Юридична психологія — самостійна галузь знання на межі психології та юриспруденції. Вона вивчає психологічні явища, механізми та закономірності, пов'язані з правом, його виникненням, застосуванням і впливом у цілісній системі «людина—суспільство—право»
Юридична психологія вивчає зміни психічних властивостей осіб, щодо яких здійснюється правосуддя.

## Завдання юридичної психології
- Здійснити науковий синтез психологічних та юридичних знань
- Розкрити психолого-юридичну сутність базових правових категорій
- Забезпечити глибоке розуміння юристами об'єкта своєї діяльності - поведінки людини
- Розкрити особливості психічної діяльності різних суб'єктів правовідносин, їх психічних станів в різних ситуаціях правозастосування та правоохоронні
- Виробити рекомендації щодо вдосконалення правового регулювання життя суспільства